# R-26 (Rakete)
Die R-26 (russisch Р-26) war eine sowjetische Interkontinentalrakete aus der Zeit des Kalten Krieges. Irrtümlicherweise erhielt die Rakete den NATO-Codenamen SS-8 Sasin. Der GRAU-Index lautete 8K66.
Die Entwicklungsarbeiten an der zweistufigen Rakete liefen von 1960 bis 1962, bis das Programm zu Gunsten der Entwicklung der Interkontinentalrakete R-36 abgebrochen wurde. Keine R-26 war je einsatzbereit. Im November 1964 wurde auf einer Militärparade eine Attrappe der R-26 vorgeführt, der westliche Analysten den NATO-Code SS-8 Sasin verliehen. Sie wurde mit der sowjetischen Rakete R-9 Desna verwechselt.